# Pentomé
Pentomé est un village du Cameroun, rattaché à la commune de Nyanon, situé dans le département de la Sanaga-Maritime et la région du Littoral. 

## Population et développement
En 1967, la population de Pentomé était de 290 habitants, essentiellement des Basso. La population de Pentomé était de 170 habitants dont 90 hommes et 81 femmes, lors du recensement de 2005.  